# ウニパー
ウニパー（Uniper）はドイツ・デュッセルドルフに本社を置くエネルギー会社。社名は「ユニーク」と「パフォーマンス」の造語から。命名者はGregor Recke。2016年にE.ONの化石燃料発電事業を独立させて誕生した。2017年にはフィンランドの電力会社フォータムに買収されその子会社となったが、2022年ロシアのウクライナ侵攻に伴う天然ガス価格上昇に伴い苦境に陥り、ドイツ政府により買収され国有企業化した。